# Caprella brevirostris
Caprella brevirostris är en kräftdjursart som beskrevs av Mayer 1903. Caprella brevirostris ingår i släktet Caprella och familjen Caprellidae. Inga underarter finns listade i Catalogue of Life.